# Jun-ichi Yoshida

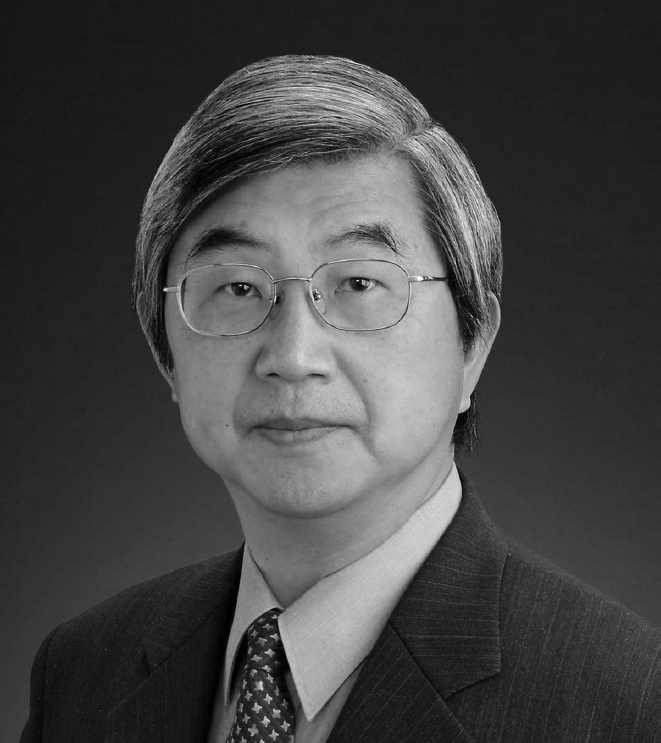
Jun-ichi Yoshida

Jun-ichi Yoshida (jap. 吉田潤一, * 13. November 1954 in Osaka; † 14. September 2019 ebenda) war ein japanischer Chemiker. Er lieferte wichtige Beiträge zur Organischen Elektrochemie, Flow-Chemie und Mikroreaktor-Technologie. Yoshida gilt als Begründer der Kationen-Pool-Methode, Kationen-Flow-Methode und der Flash-Chemie.

## Leben und Werk
Yoshida wurde am 13. November 1954 in Osaka geboren. 1975 schloss er das Chemiestudium an der Universität Kyōto ab. 1979 ging er an die technische Universität Kyōto. 1981 fertigte er seine Doktorarbeit zum Gebiet der Synthesechemie von Organopentafluorosilicaten unter Makoto Kumada an. 1982 kam er als Postdoc in die Gruppe von Barry Trost an der University of Wisconsin, wo er an der Silylierung von Allylacetaten und Aryl- und Vinylhalogeniden forschte. 1985 wurde er assistant professor an der Universität Osaka, 1992 folgte die Ernennung zum associate professor. 1994 wurde er zum full professor an der Universität Kyōto ernannt, wo er bis 2018 wirkte 2018 ging Yoshida in den Ruhestand. Er war Präsident des National Institute of Technology, Suzuka College. Er war Mentor von Seiji Suga, mit dem er die Kationen-Pool-Methode entwickelte und mit Methoden der Flow-Chemie kombinierte. Mit Kenichiro Itami arbeitete er an der Palladium-katalysierten Heck-Kupplung von pyridyl-substituierten Vinylsilanen. Mit Aiichiro Nagaki forschte Yoshida an Flow-Chemie und Flash-Chemie. Yoshida starb am 14. September 2019. Am 19. Dezember 2019 veranstaltete die Universität Kyōto eine Gedenkfeier. Timothy Noël von der Technischen Universität Eindhoven widmete Yoshida hierzu einen Gedenk-Artikel im Journal of Flow Chemistry.

## Publikationen
Yoshida veröffentlichte über 400 wissenschaftliche Artikel und wurde über 19,000 mal zitiert (Stand 2021).
Wissenschaftliche Artikel (Auswahl):
- Yoshida, Jun-ichi; Kataoka, Kazuhide; Horcajada, Roberto; Nagaki, Aiichiro: Modern strategies in electroorganic synthesis. Band 108, Nr. 7, 2008, S. 2265–2299, doi:10.1021/cr0680843.
- Jun-ichi Yoshida, Yusuke Takahashi, Aiichiro Nagaki: Flash chemistry: flow chemistry that cannot be done in batch. Hrsg.: Chem. Commun. Nr. 49, 2013, S. 9896–9904, doi:10.1039/c3cc44709j.
- Jun-Ichi Yoshida: Flash chemistry: flow microreactor synthesis based on high-resolution reaction time control. In: John Wiley & Sons, Inc (Hrsg.): The Chemical Record. Wiley-VCH, Oktober 2010, doi:10.1002/tcr.201000020.
- Jun-ichi Yoshida: Cation Pool Method and Cation Flow Method. 7. Juli 2007, doi:10.1021/bk-2007-0965.ch010.
- Aiichiro Nagaki, Manabu Togai, Seiji Suga, Nobuaki Aoki, Kazuhiro Mae, and Jun-ichi Yoshida: Control of Extremely Fast Competitive Consecutive Reactions using Micromixing. Selective Friedel−Crafts Aminoalkylation. In: J. Am. Chem. Soc. 2005, 127, 33, 11666–11675. 30. Juli 2005, doi:10.1021/ja0527424.
- Jun-ichi Yoshida, Akihiro Shimizu, and Ryutaro Hayashi: Electrogenerated Cationic Reactive Intermediates: The Pool Method and Further Advances. In: American Chemical Society (Hrsg.): Chem. Rev. 2018, 118, 9, 4702–4730. doi:10.1021/acs.chemrev.7b00475.
- Jun-ichi Yoshida, Seiji Suga: Basic Concepts of “Cation Pool” and “Cation Flow” Methods and Their Applications in Conventional and Combinatorial Organic Synthesis. 29. Mai 2002, doi:10.1002/1521-3765(20020617)8:12<2650::AID-CHEM2650>3.0.CO;2-S.
- Suga, Seiji; Matsumoto, Kouichi; Ueoka, Koji; Yoshida, Jun-ichi: Indirect cation pool method. Rapid generation of alkoxycarbenium ion pools from thioacetals. Hrsg.: Journal of the American Chemical Society. Band 128, Nr. 24, 2006, S. 7710–7711, doi:10.1021/ja0625778.
- Suga, Seiji; Suzuki, Shinkiti; Yamamoto, Atsushi; Yoshida, Jun-ichi: Electrooxidative Generation and Accumulation of Alkoxycarbenium Ions and Their Reactions with Carbon Nucleophiles. In: J. Am. Chem. Soc. Band 122, Nr. 41, 2000, S. 10244–10245, doi:10.1021/ja002123p.
- Suga, Seiji; Suzuki, Shinkiti; Yoshida, Jun-ichi: Reduction of a "cation pool": a new approach to radical mediated C--C bond formation. Hrsg.: Journal of the American Chemical Society. Band 124, Nr. 1, 2002, doi:10.1021/ja0171759.
- Yoshida, Jun-ichi; Kim, Heejin; Nagaki, Aiichiro: Green and sustainable chemical synthesis using flow microreactors. In: ChemSusChem. Band 4, Nr. 3, 2011, S. 331–340, doi:10.1002/cssc.201000271.

Bücher:
- Basics of Flow Microreactor Synthesis, Jun-ichi Yoshida, Springer 2015, ISBN 978-4-431-55513-1
- Organic Redox Chemistry: Chemical, Photochemical and Electrochemical Syntheses, Jun-ichi Yoshida, Frederic William Patureau, Wiley-VCH, Dezember 2021, ISBN 978-3-527-34487-1
- Flash Chemistry: Fast Organic Synthesis in Microsystems, Jun-ichi Yoshida, John Wiley & Sons, 13. Oktober 2008, ISBN 9780470723418
- Micro Process Engineering: A Comprehensive Handbook, Wiley-VCH, ISBN 978-3527315505

Buchkapitel
- Flow Chemistry – Fundamentals, De Gruyter 2014, ISBN 9783110289169

## Auszeichnungen
- 1987: Progress Award in Synthetic Organic Chemistry[13][1]
- 2001: Chemical Society of Japan (CSJ) Award for Creative Work[13]
- 2006: Nagoya Silver Medal[13]
- 2007: Humboldt Research Award der Alexander-von-Humboldt-Stiftung[13]
- 2013: Chemical Society of Japan award[1]
- 2014: Manuel M. Baizer award der Electrochemical Society[1]
- 2015: Medal with Purple Ribbon[1]
- 2019: Order of the Sacred Treasure[1]